# Luis Fontés
Luis Goncalves Fontés, född den 26 december 1912, död den 12 oktober 1940, var en brittisk racerförare och pilot.
Fontés körde flera Grand Prix-lopp i mitten av 1930-talet, men hans främsta merit är vinsten i Le Mans 24-timmars 1935 tillsammans med Johnny Hindmarsh i en 4½ Litre Lagonda Rapide. 
Under andra världskriget flög han leveransflygningar åt Royal Air Force och omkom vid en olycka med en Vickers Wellington.